# Cẩm Đông (xã)
Cẩm Đông là một xã thuộc huyện Cẩm Giàng, tỉnh Hải Dương, Việt Nam.
Xã Cẩm Đông có diện tích 7,09 km², dân số năm 1999 là 5.820 người, mật độ dân số đạt 821 người/km².